# خوان میلان
خوان میلان (انگلیسی: Juan Millán؛ زادهٔ ۲۲ ژانویهٔ ۱۹۹۴) بازیکن فوتبال اهل اسپانیا است.
از باشگاه‌هایی که در آن بازی کرده‌است می‌توان به باشگاه خیمناستیک تاراگونا اشاره کرد.